# Tomasz Iwan
Tomasz ("Tomek") Iwan (Słupsk, 12 juni 1971) is een voormalig Pools voetballer die als middenvelder en rechtsbuiten speelde.

## Clubcarrière
Iwan begon zijn carrière bij de Poolse club Jantar Ustka. Zijn debuut in de Ekstraklasa maakte hij bij Olimpia Poznań in 1991. Hij verhuisde naar Nederland in 1994, om vervolgens één seizoen in Kerkrade voor Roda JC onder trainer Huub Stevens te spelen en dat succesvolle seizoen 1994/95 achter Ajax als tweede te eindigen in de Eredivisie. Vervolgens vertrok Iwan voor een gevoelig liggende overstap van Roda JC naar Feyenoord (1995/96 t/m 1996/97) om daarna voor PSV  te spelen en kende hij de grootste successen. In 1999/00 en 2000/01 werd hij met deze club landskampioen. In het seizoen 2001/2002 speelde Iwan nog enkele wedstrijden voor RBC Roosendaal en vertrok daarna naar Oostenrijk waar hij van medio 2002 tot 2005 speelde. Vervolgens keerde hij terug naar zijn geboorteland Polen. Daar ging hij spelen bij Lech Poznań, maar moest al snel zijn carrière beïndigen vanwege problemen met zijn knie. Sindsdien heeft Iwan zich in Polen opgewerkt tot een kunstschaatser van bescheiden niveau. Sinds 30 november 2013 bekleedt hij de functie van directeur organisatiezaken bij het Poolse nationale voetbal elftal.

## Interlandcarrière
Iwan speelde veertig interlands (vier doelpunten) voor het Pools voetbalelftal. Hij maakte zijn debuut voor de nationale ploeg op 16 augustus 1995 in de EK-kwalificatiewedstrijd tegen Frankrijk (1-1).
| Interlanddoelpunten | Interlanddoelpunten | Interlanddoelpunten | Interlanddoelpunten | Interlanddoelpunten | Interlanddoelpunten | Interlanddoelpunten | Interlanddoelpunten |
| #                   | Datum               | Locatie             | Wedstrijd           | Goal(s)             | Score               | Uitslag             | Wedstrijd           |
| ------------------- | ------------------- | ------------------- | ------------------- | ------------------- | ------------------- | ------------------- | ------------------- |
| 1                   | 25/03/1998          | Warschau            | Polen – Slovenië    | 55'                 | 2 – 0               | 2 – 0               | Oefenduel           |
| 2                   | 06/09/1998          | Sofia               | Bulgarije – Polen   | 47'                 | 0 – 3               | 0 – 3               | EK-kwalificatie     |
| 3                   | 05/06/1999          | Warschau            | Polen – Bulgarije   | 62'                 | 2 – 0               | 2 – 0               | EK-kwalificatie     |
| 4                   | 09/06/1999          | Luxemburg           | Luxemburg – Polen   | 68'                 | 0 – 3               | 2 – 3               | EK-kwalificatie     |

## Statistieken
| Seizoen                 | Club                      | Land       | Duels | Goals |
| ----------------------- | ------------------------- | ---------- | ----- | ----- |
| 1991/92                 | Olimpia Poznań            | Polen      | 17    | 1     |
| 1992/93                 | ŁKS Łódź                  | Polen      | 10    | 0     |
| 1993/94                 | Warta Poznań              | Polen      | 31    | 7     |
| 1994/95                 | Roda JC                   | Nederland  | 30    | 4     |
| 1995/96                 | Feyenoord                 | Nederland  | 31    | 3     |
| 1996/97                 | Feyenoord                 | Nederland  | 14    | 0     |
| 1997/98                 | PSV                       | Nederland  | 26    | 1     |
| 1998/99                 | PSV                       | Nederland  | 21    | 3     |
| 1999/00                 | PSV                       | Nederland  | 12    | 0     |
| 2000/01                 | PSV                       | Nederland  | 1     | 0     |
| 2000/01                 | Trabzonspor               | Turkije    | 0     | 0     |
| 2000/01                 | RBC Roosendaal            | Nederland  | 10    | 1     |
| 2001/02                 | Austria Wien              | Oostenrijk | 12    | 0     |
| 2002/03                 | VfB Admira Wacker Mödling | Oostenrijk | 34    | 6     |
| 2003/04                 | VfB Admira Wacker Mödling | Oostenrijk | 33    | 7     |
| 2004/05                 | VfB Admira Wacker Mödling | Oostenrijk | 14    | 1     |
| 2005/06                 | Lech Poznań               | Polen      | 16    | 3     |
| Bijgewerkt 2 maart 2011 | Bijgewerkt 2 maart 2011   | Totaal     |       |       |

## Erelijst
PSV Eindhoven
- Nederlands landskampioen

1999/00
- Johan Cruijff Schaal

1997, 1998, 2000